# Чиштиан-Манди
Чиштиан-Манди (англ. Chishtian Mandi) — город в пакистанской провинции Пенджаб, расположен в округе Бахавалнагар.

## Географическое положение
Высота центра города составляет 146 метров над уровнем моря. Чиштиан-Манди расположен на левом берегу Сатледжа, в 140 километрах к северо-востоку от Бахавалпура и в 46 км к юго-западу от Бахавалнагара.

## Демография
Население города по годам:
| 1961   | 1972   | 1981   | 1998    | 2010    |
| ------ | ------ | ------ | ------- | ------- |
| 26 041 | 38 496 | 61 959 | 101 659 | 136 898 |